# Чемпионат Европы по горному бегу 2010
Чемпионат Европы по горному бегу 2010 года прошёл 4 июля в курортном городе Сапарева-Баня (Болгария). Участники соревновались в дисциплине горного бега «вверх-вниз». Разыгрывались 8 комплектов наград: по 4 в индивидуальном и командном зачётах. Соревнования проходили среди взрослых спортсменов и юниоров (до 20 лет).
Старт и финиш трассы находились в центре города рядом с минеральным источником. Основной круг длиной 3 км был проложен по горе: участники добирались до местности под названием Валявица, где располагалась наивысшая точка маршрута (1025 метров над уровнем моря), после чего спускались вниз (до отметки 845 метров над уровнем моря).
Соревнования прошли в тёплую и солнечную погоду. На старт вышли 238 бегунов (137 мужчин и 101 женщина) из 24 стран Европы. Каждая страна могла выставить до 4 человек в забеги мужчин, женщин и юниоров, а также до 3 человек — в забег юниорок. Командное первенство подводилось по сумме мест трёх лучших участников у мужчин, женщин и юниоров и двух лучших участниц — у юниорок.
Француженка Мари-Лор Дюмергес оправдала предстартовые прогнозы, которые называли её одним из фаворитов забега, и выиграла чемпионат Европы впервые в карьере.
Ахмет Арслан из Турции в четвёртый раз подряд финишировал первым в мужском забеге и, таким образом, стал самым титулованным бегуном в истории соревнований. До этого чемпионата по три индивидуальные победы было у него и у итальянца Антонио Молинари.
Сборная Италии выиграла командный зачёт в 14-й раз подряд.

## Расписание
| Дата        | Время | Забег   |
| ----------- | ----- | ------- |
| 4 июля 2010 | 08:00 | Юниорки |
| 4 июля 2010 | 08:45 | Юниоры  |
| 4 июля 2010 | 10:00 | Женщины |
| 4 июля 2010 | 11:15 | Мужчины |

Время местное (UTC+3)

## Призёры
Курсивом выделены участники, чей результат не пошёл в зачёт команды

### Мужчины и юниоры
| Дисциплина                               | Золото                                                                            | Золото   | Серебро                                                                  | Серебро  | Бронза                                                           | Бронза   |
| ---------------------------------------- | --------------------------------------------------------------------------------- | -------- | ------------------------------------------------------------------------ | -------- | ---------------------------------------------------------------- | -------- |
| 12,2 км перепад высот: +685 м −685 м     | Ахмет Арслан Турция                                                               | 46.14    | Мартин Дематтеис Италия                                                  | 46.40    | Марко Де Гаспери Италия                                          | 47.19    |
| 12,2 км (команды)                        | Италия · Мартин Дематтеис · Марко Де Гаспери · Габриэле Абате · Бернард Дематтеис | 10 очков | Франция · Жюльен Ранкон · Эмманюэль Месса · Раймон Фонтен · Саид Жандари | 30 очков | Испания · Хавьер Креспо · Кристофоль Кастаньер · Висенте Капитан | 38 очков |
| Юниоры 9 км перепад высот: +495 м −495 м | Хюсейн Пак Турция                                                                 | 35.16    | Себахаттин Йылдырымджы Турция                                            | 35.43    | Йенте Йоли Бельгия                                               | 36.10    |
| Юниоры 9 км (команды)                    | Турция · Хюсейн Пак · Себахаттин Йылдырымджы · Сёнмез Даг · Мехмет Ширин          | 11 очков | Италия · Паоло Руатти · Андреа Дебьязи · Марко Барбушио · Федерико Валья | 34 очка  | Великобритания · Робби Симпсон · Майкл Калленберг · Алекс Хендри | 35 очков |

### Женщины и юниорки
| Дисциплина                                  | Золото                                                                                      | Золото   | Серебро                                                                  | Серебро  | Бронза                                                                  | Бронза   |
| ------------------------------------------- | ------------------------------------------------------------------------------------------- | -------- | ------------------------------------------------------------------------ | -------- | ----------------------------------------------------------------------- | -------- |
| 9 км перепад высот: +495 м −495 м           | Мари-Лор Дюмергес Франция                                                                   | 39.13    | Валентина Белотти Италия                                                 | 39.29    | Елена Наговицына Россия                                                 | 39.44    |
| 9 км (команды)                              | Италия · Валентина Белотти · Антонелла Конфортола · Кристина Сколари · Мария Грация Роберти | 12 очков | Франция · Мари-Лор Дюмергес · Летиция Ру · Фиона Порт · Констанс Девийер | 37 очков | Россия · Елена Наговицына · Жанна Вокуева · Елена Марсова · Юлия Хазова | 39 очков |
| Юниорки 4,6 км перепад высот: +235 м −235 м | Дениса Драгомир Румыния                                                                     | 18.28    | Ягмур Тархан Турция                                                      | 19.13    | Анастасия Михайлова Россия                                              | 19.25    |
| Юниорки 4,6 км (команды)                    | Турция · Ягмур Тархан · Бурджу Даг · Севилай Эйтемиш                                        | 6 очков  | Россия · Анастасия Михайлова · Фаина Овсянникова                         | 10 очков | Румыния · Дениса Драгомир · Кристина Негру · Лаура Попеску              | 12 очков |

## Медальный зачёт
Медали завоевали представители 8 стран-участниц.
 Принимающая страна
| Место | Страна         | Золото | Серебро | Бронза | Всего |
| ----- | -------------- | ------ | ------- | ------ | ----- |
| 1     | Турция         | 4      | 2       | 0      | 6     |
| 2     | Италия         | 2      | 3       | 1      | 6     |
| 3     | Франция        | 1      | 2       | 0      | 3     |
| 4     | Румыния        | 1      | 0       | 1      | 2     |
| 5     | Россия         | 0      | 1       | 3      | 4     |
| 6     | Бельгия        | 0      | 0       | 1      | 1     |
| 6     | Великобритания | 0      | 0       | 1      | 1     |
| 6     | Испания        | 0      | 0       | 1      | 1     |
| Всего | Всего          | 8      | 8       | 8      | 24    |